# بروتون
بروتون شهری است در ایالت آلاباما در کشور آمریکا.

## مکان
با توجه به اطلاعات اداره آمار آمریکا مساحت آن در حدود ۲۹٫۷ کیلومترمربع است.

## مردم‌شناسی
با توجه به آمار سال ۲۰۰۰ جمعیت آن ۵۴۹۸ نفر، ۲۲۱۶ خانواده در آن ساکن هستند.
تعداد ۲۵۴۳ واحد خانه در هر مساحت تقریبی (۸۶،۷akm²) قرار دارد.
۲۳،۸% درصد از خانواده‌های فرزند زیر ۱۸ سال داشتند که از این تعداد ۴۶،۳% درصد زوج بوده و ۱۷،۱% درصد زنان بدون شوهر و ۳۳،۶% درصد نیز غیر خانواده بودند.
متوسط درآمد یک خانواده در حدود ۴۳،۵۴۸ دلار آمریکا است و زنان درآمد متوسط ۳۷،۳۴۸ دلار آمریکا و مردان درآمد متوسط ۲۰،۲۱۲ دلار آمریکا بدست می‌آورند.